# Chaillon
Chaillon é uma comuna francesa na região administrativa de Grande Leste, no departamento de Meuse. Estende-se por uma área de 11,54 km². Em 2010 a comuna tinha 114 habitantes (densidade: 9,9 hab./km²).